# Ibanez JEM
Ibanez JEM es una guitarra eléctrica fabricada por Ibanez y producida desde 1987. Su más notable usuario y codiseñador es Steve Vai. Desde 2010 existen cinco modelos de Ibanez JEM: la JEM7V, JEM77 (FP2 y V), JEM505, JEM-JR (A veces JEM333) y UV777P.

## Modelos y variaciones

### JEM7V
Este modelo es el que Steve Vai usa generalmente en sus conciertos. Es el modelo más conocido, su producción comienza en 1992. Como características principales tiene los trastes 21 al 24 "escalopados" y hardware dorado. Está basado en las guitarras "Evo" y "Flo", las guitarras más utilizadas por Vai.

### JEM77 Floral Pattern 2
Este modelo fue introducido en el año 2010. Su diseño está basado en el primer FP (Floral Pattern). Como características principales posee el antiguo estilo de ensamble Cuerpo-Mástil (llamado "Cutaway Heel") que no se utilizaba en los modelos JEM desde el año 2004, además de un diseño único en cada una de las guitarras fabricadas de este modelo.

### JEM 10
Este modelo fue creado con ocasión del décimo aniversario del lanzamiento del modelo en 1997, pero su producción empezó en 1996.

### JEM90HAM
Hecha por el 90.º Aniversario de Hoshino. Las características son casi las mismas de las del modelo JEM10; ambas comparten la misma madera, pastillas y tremolo. De las 831 JEM90HAM, 72 fueron comercializadas por Ibanez en los Estados Unidos.

### JEM2KDNA
La característica más notable es el color, ya que Steve Vai agregó su sangre a la mezcladora de colores en la pintura. La relación de pintura y sangre es de 8:1 según los pintores de estas guitarras: Darren Michaels y Darren Johansen. Alrededor del mundo hay exactamente 300 guitarras.

### JEM20TH
En el 2007 Ibanez anunció el vigésimo aniversario de las guitarras JEM. Esta guitarra es verde transparente, pero al elevar el tono se encienden los LEDs verdes haciendo que brille de adentro hacia afuera.